# Балка Берестова (притока Кальміусу)
Балка Берестова — балка (річка) в Україні у Червоногвардійському районі м. Макіївки Донецької області. Ліва притока річки Кальміусу (басейн Азовського моря).

## Опис
Довжина балки приблизно 5,34 км, найкоротша відстань між витоком і гирлом — 4,54 км, коефіцієнт звивистості річки — 1,18. Формується декількома балками та загатами.

## Розташування
Бере початок біля автошляху Н20 (автомобільний шлях національного значення в Україні Слов'янськ — Донецьк — Маріуполь. Пролягає на території Донецької області). Тече переважно на південний схід, перетинає вулиці Водну, Малиновського та Сігова і впадає в річку Кальміус (Нижньокальміуське водосховище).

## Цікаві факти
- Навколо балки розташовані терикони[2].